# Социалистическая Республика Черногория
Социалистическая Республика Черногория (сербохорв. Socijalistička Republika Crna Gora / Социјалистичка Република Црна Гора, черног. Социjалистичка Република Црна Гора / Socijalistička Republika Crna Gora); до 1963 Народная Республика Черногория, с 1991 Республика Черногория) — одна из 6 социалистических республик, образовывавших СФРЮ. Ныне — Черногория.

## Политическое устройство
Законодательный орган — Собрание, состоящее из Совета Объединённого Труда, Общественно-Политического Совета и Совета Общин.

## Руководители республики

### Председатель Антифашистского веча народного освобождения Черногории и Которского залива
- Никола Милянич (15 ноября 1943 — 14 июля 1944)

### Председатель Черногорской антифашистской скупщины народного освобождения
- Никола Милянич (14 июля 1944 — 21 ноября 1946)

### Председатель Президиума Конституционной скупщины Черногории
- Милош Рашович (21 ноября 1946 — 1 января 1947)

### Председатели Президиума Народной скупщины Черногории
- Милош Рашович (1 января 1947 — 6 ноября 1950)
- Никола Ковачевич (6 ноября 1950 — 4 февраля 1953)

### Председатели Народной скупщины Черногории
- Никола Ковачевич (4 февраля — 15 декабря 1953)
- Блажо Йованович (15 декабря 1953 — 12 июля 1962)
- Филип Байкович (12 июля 1962 — 5 мая 1963)
- Андрия Мугоша (5 мая 1963 — 5 мая 1967)
- Велько Милатович (5 мая 1967 — 6 октября 1969)
- Видое Жаркович (6 октября 1969 — апрель 1974)
- Будислав Шошкич (апрель 1974)

### Председатели Президиума Черногории
- Велько Милатович (5 апреля 1974 — 7 мая 1982)
- Веселин Джюранович (7 мая 1982 — 7 мая 1983)
- Марко Орландич (7 мая 1983 — 7 мая 1984)
- Миодраг Влахович (7 мая 1984 — 6 мая 1985)
- Бранислав Шошкич (6 мая 1985 — 6 мая 1986)
- Радивое Брайович (6 мая 1986 — 6 мая 1988)
- Божина Иванович (6 мая 1988 — 13 января 1989)
- Слободан Симович (13 января — 17 марта 1989, и. о.)
- Бранко Костич (17 марта 1989 — 23 декабря 1990)

### Президент Черногории
- Момир Булатович (23 декабря 1990 — 27 апреля 1992; президент Республики Черногория в составе СРЮ до 15 января 1998)

## Экономика
Республика в 1947—1990 годах неизменно официально числилась недостаточно развитой территорией и получала дотации и льготные кредиты из федерального центра (в том числе из специального Фонда Федерации для кредитования экономически недостаточно развитых республик и областей). Например, в 1976—1980 годах из этого Фонда Черногория получила 831,5 тыс. динаров).